# Abisag Tüllmann

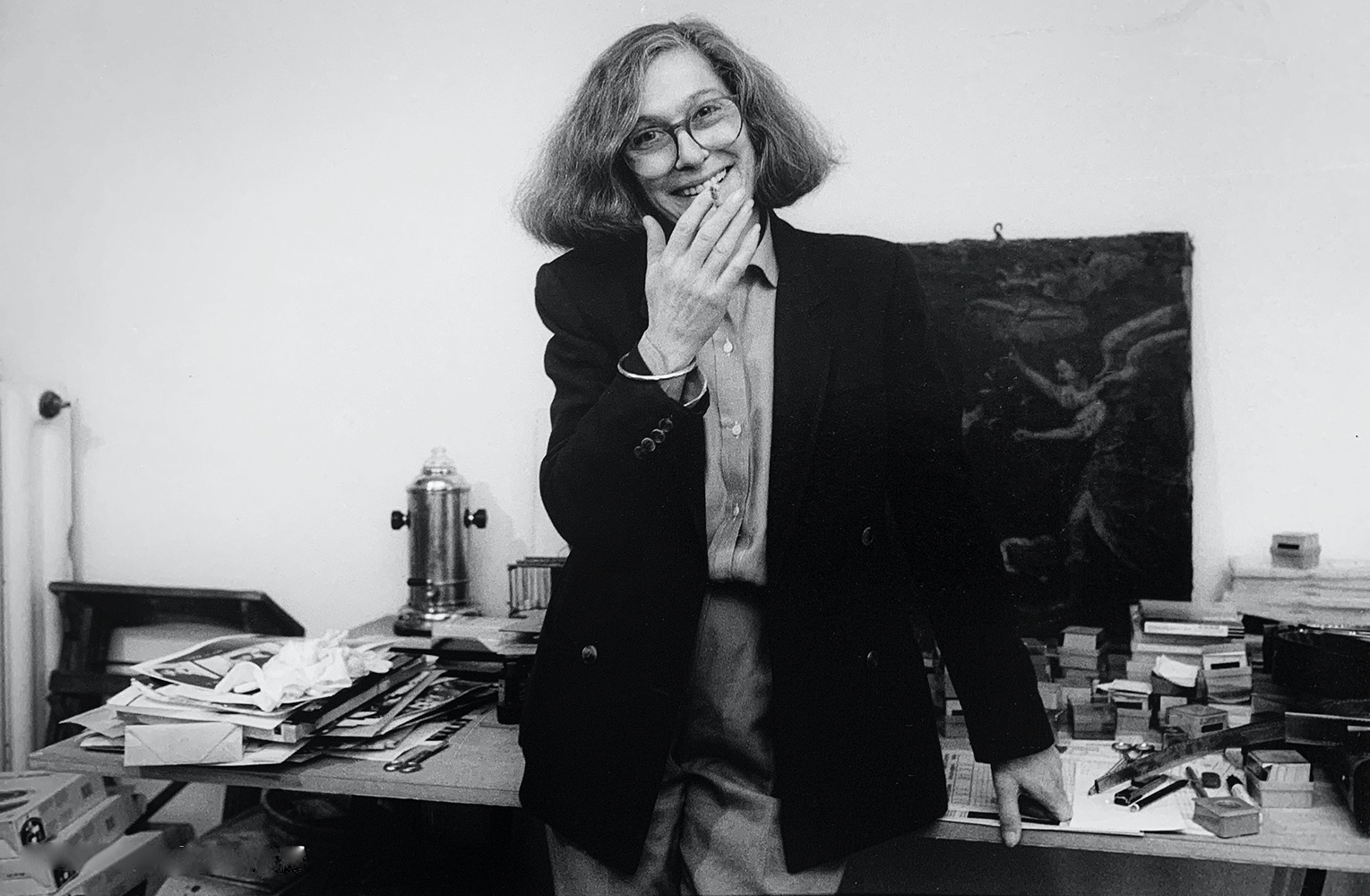
Abisag Tüllmann

Abisag Tüllmann (* 7. Oktober 1935 in Hagen, Westfalen; † 24. September 1996 in Frankfurt am Main) war eine deutsche Fotografin. 

## Leben
Abisag Tüllmann, Tochter von Hedwig und Franz Tüllmann († 28. Juli 1945), wurde mit dem bürgerlichen Namen Ursula Eva Tüllmann geboren. Ihre Großeltern mütterlicherseits waren Louise Adele und Isidor Fränkel. Der Großvater, tätig als Kaufmann, entstammte einer jüdischen Familie. Vater Franz Tüllmann, gelernter Friseur, betrieb seit 1928 einen Lesezirkel. Da seine Ehefrau, gelernte Kontoristin, nach nationalsozialistischer Terminologie als „Halbjüdin“ galt, musste der Vater 1937 sein Unternehmen verkaufen. Nach wechselnden Tätigkeiten als Friseur und Arbeiter wurde er 1944 nach Liebau (Schlesien) als Zwangsarbeiter versetzt.
Seit 1946 wohnte Abisag Tüllmann gemeinsam mit ihrer Mutter in Wuppertal, wo sie die Frauenoberschule besuchte, die sie 1952 mit der Mittleren Reife beendete. Von 1952 bis 1953 absolvierte Tüllmann ein Tischlerpraktikum. Von 1953 bis 1955 studierte sie vier Semester Innenarchitektur an der Werkkunstschule in Wuppertal-Vohwinkel. Nach dem Abbruch des Studiums arbeitete sie zunächst als technische Zeichnerin und dann von 1956 bis 1957 in dem Wuppertaler Werbefoto-Unternehmen it copyright, das der Schriftsteller Paul Pörtner leitete. 
1957 zog Abisag Tüllmann von Wuppertal nach Frankfurt am Main. Beim Werbefotografen Dieter Jörs erlernte sie ein Jahr lang als Volontärin das Fotografieren. Im Jahr 1958 begannen ihre Tätigkeiten für die Frankfurter Allgemeine Zeitung sowie für die Zeitungen Frankfurter Rundschau und Frankfurter Neue Presse.
Im Mai 1961 trat Tüllmann dem Deutschen Journalisten-Verband bei und bezeichnete sich fortan als „Freie Bildjournalistin“. Sie belieferte auch Zeitschriften wie Spiegel, Zeit, Magnum und Publik. In Frankfurt am Main entwickelte sie intensive Kontakte zur Kunst- und Kulturszene. So gehörten zu ihren Freunden die Schriftsteller Hermann Peter Piwitt und Ror Wolf sowie der Grafiker Hans Hillmann. Zugleich wurde die Stadt selbst zu einem Motiv ihrer Arbeit, was ein 1963 erschienener Fotoband dokumentiert, den Hans Michel layoutete. Zudem hatte sie ein großes journalistisches Interesse an Israel und berichtete in zahlreichen Reportagen aus den dortigen Krisenzentren.
Ab 1964 war sie auch als Theaterfotografin in Stuttgart, Bochum und Wien, an der Berliner Schaubühne, an der Brüsseler Oper und bei den Salzburger Festspielen tätig. Um 1970 begann ihre Tätigkeit als Fotografiedozentin an der Deutschen Film- und Fernsehakademie Berlin und an Hochschulen in Kassel, Mainz, Frankfurt am Main und Hamburg.

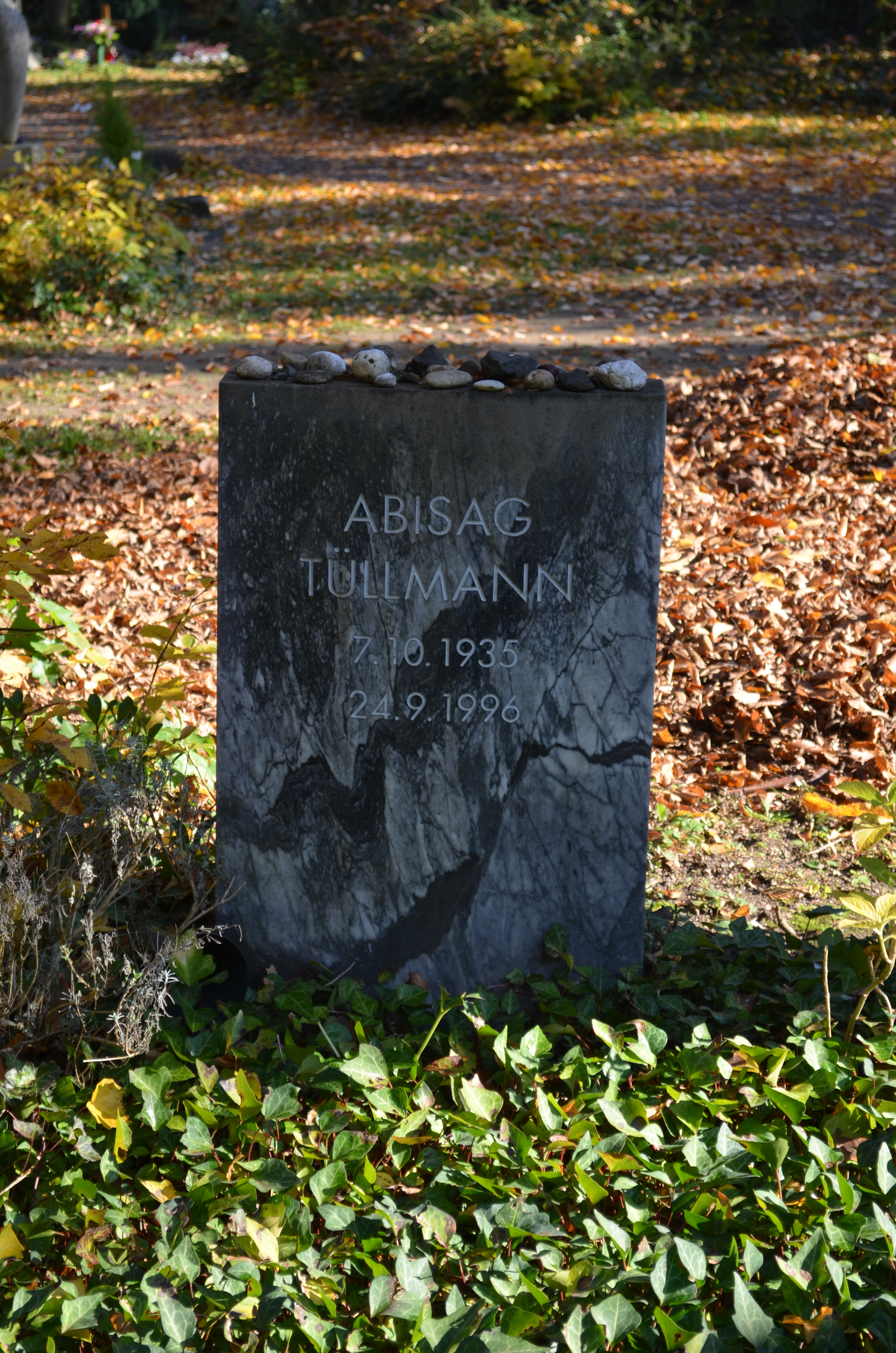
Grab von Abisag Tüllmann auf dem Frankfurter Hauptfriedhof

Sie wurde auf dem Frankfurter Hauptfriedhof beerdigt.

## Nachlass
Abisag Tüllmann hatte ihr theaterfotografisches Werk noch vor ihrem Tod dem Deutschen Theatermuseum in München übergeben. Posthum übernahm das Bildarchiv Preußischer Kulturbesitz das bildjournalistische Gesamtwerk. 
Aufgrund einer testamentarischen Verfügung der Künstlerin wurde im September 2008 in Frankfurt am Main die Abisag-Tüllmann-Stiftung gegründet, die mit den Erlösen aus dem Archiv finanziert wird. Neben der Förderung von Publikationen und Ausstellungen des Werkes der Künstlerin will sie auch den künstlerischen Bildjournalismus fördern. Zu diesem Zweck wird ein Abisag-Tüllmann-Preis ausgelobt.

## Ehrungen
- 1993: Reinhold-Kurth-Kunstpreis, Frankfurt am Main
- 1995: Sibylla-Merian-Förderpreis des hessischen Ministeriums für Kunst

## Ausstellungen
- 2010/2011: Abisag Tüllmann 1935–1996. Bildreportagen und Theaterfotografie. 2010 Historisches Museum Frankfurt, 2011 Museum für Fotografie Berlin.

## Veröffentlichungen
- Großstadt. Vorwort Richard Kirn; de./en./fr. Societät, Frankfurt am Main 1963.
- Bettina Decke, Abisag Tüllmann: Betrifft: Rhodesien. Unterdrückung und Widerstand in einer Siedlerkolonie. Megapress, Edition Mega, Frankfurt am Main 1974, ISBN 3-87979004-3.
- Kursbuch 59 – Bilderbuch. Mit Fotografien von Abisag Tüllmann, Giovanni Rinaldi, Inge Rambow und anderen. Rotbuch, Berlin 1980.
- Unsere Welt. Bilder aus dem Schauspielhaus Bochum. Spielzeit 1981/82. Bochum 1982.
- Jean-Christophe Ammann (Hrsg.): Abisag Tüllmann – Photographien. Museum für Moderne Kunst, Frankfurt am Main 1995, ISBN 978-3-88270473-0.

## Dokumentarfilm
- Claudia von Alemann: Die Frau mit der Kamera: Porträt der Fotografin Abisag Tüllmann. 80 Minuten, Deutschland 2011.[3]

## Kataloge
- Museum für Moderne Kunst (Hrsg.): Photographien. Textbeiträge von Jean-Christophe Ammann und Olof Hansen. Frankfurt am Main 1995.
- Martha Caspers (Hrsg.): Abisag Tüllmann 1935–1996. Bildreportagen und Theaterfotografie. Ausstellung im Historischen Museum Frankfurt. Hatje-Cantz, Ostfildern 2011, ISBN 978-3-7757-2708-2